# 3. květen
3. květen je 123. den roku podle gregoriánského kalendáře (124. v přestupném roce). Do konce roku zbývá 242 dní. Svátek má Alexej.

## Události

### Česko
- 1469 – Katolická šlechta zvolila v Olomouci Matyáše Korvína českým králem.
- 1645 – Třicetiletá válka: začalo obléhání Brna švédským vojskem generála Lennarta Torstensona. Brno bránila posádka, které velel Jean-Louis Raduit de Souches.
- 1871 – Medik Václav F. Kumpošt začal vydávat vědecko-popularizační týdeník Vesmír, s podtitulem „časopis pro šíření vědy přírodní, zeměpisné a národopisné“, který se dvěma přestávkami vychází doposud, od roku 1923 jako měsíčník.
- 1945 – Květnové povstání českého lidu: Povstání propuklo v horním Pojizeří a západních Krkonoších za vzniku Revolučních národních výborů.
- 1958 – Nabyl účinnosti zákon č. 22/1958 Sb., o kulturních památkách, a byly zřízeny oficiální státní seznamy kulturních památek, do nichž k tomuto dni byly zapsány památky obsažené v dřívějších soupisech památek.
- 1968 – Zahájen 1. veletrh spotřebního zboží v Brně, který trval do 15. května.
- 1973 – V pražské Redutě proběhla premiéra hry Divadla Járy Cimrmana - Cimrman v říši hudby.
- 1976 – Byla vyhlášena CHKO Pálava.
- 2002 – Vznikla česká Wikipedie.
- 2020 – Začala vysílat stanice CNN Prima News.

### Svět
- 1494 – Kryštof Kolumbus poprvé uviděl zemi, jež byla později nazvána Jamajka.
- 1455 – Židé museli opustit Španělsko nebo konvertovat ke katolické víře.
- 1512 – Papež Julius II. zahájil pátý lateránský koncil v Římě, který trval až do roku 1517 s papežem Lvem X.
- 1715 – Celkové zatmění Slunce bylo vidět po celé severní Evropě a severní Asii, jak vypočítal Edmond Halley s přesností na 4 minuty.
- 1791 – Ve Varšavě je schválena první evropská moderní psaná ústava, která regulovala právní řád Polsko-litevské unie.
- 1800 – Revoluční armáda Francie se utkala s armádou Rakouska v bitvě u Stockachu.
- 1802 – Washington, D.C. byl založen jako samostatné město ležící mimo jakýkoliv stát USA.
- 1815 – V bitvě u Tolentina je neapolský král Joachim Murat poražen početně slabší rakouskou armádou.
- 1921 – Západní Virginie se stala prvním státem, který legislativně zavedl širokou daň z prodeje, ale ještě několik let později ji nevybíral kvůli problémům s vymáháním.
- 1945 – Britské vojenské letectvo potopilo německé lodě Cap Arcona a Thielbek, celkem zahynulo přes 7 000 vězňů z koncentračních táborů a členů posádek.
- 1946 – V Tokiu začal Mezinárodní vojenský tribunál pro Dálný Východ proti 28 Japoncům obviněným z válečných zločinů a zločinů proti lidskosti.
- 1967 – Na montrealské světové výstavě měl premiéru český multimediální vynález Kinoautomat scenáristy a filmaře Radúze Činčery, umožňující divákům zasahovat do děje filmu. Uváděli a hlavní roli hráli Miroslav Horníček a Zuzana Neubauerová.
- 1999 – Druhé nejsilnější tornádo v historii USA o síle F5 Fujitovy stupnice udeřilo na město Moore ve státě Oklahoma a vyžádalo si 36 obětí a více než 500 zraněných.
- 2000 – Byla umístěna první cache pro geocaching a její souřadnice byly zveřejněny na Usenetu.
- 2006 – Při havárii letu Armavia Flight 967 u Soči zahynulo všech 113 osob na palubě.
- 2015 – Italské námořnictvo za posledních 48 hodin zachránilo ve Středozemním moři 5 800 migrantů.
- 2023 – V Bělehradě zastřelil 13letý chlapec na základní škole 10 osob.

## Narození

### Česko

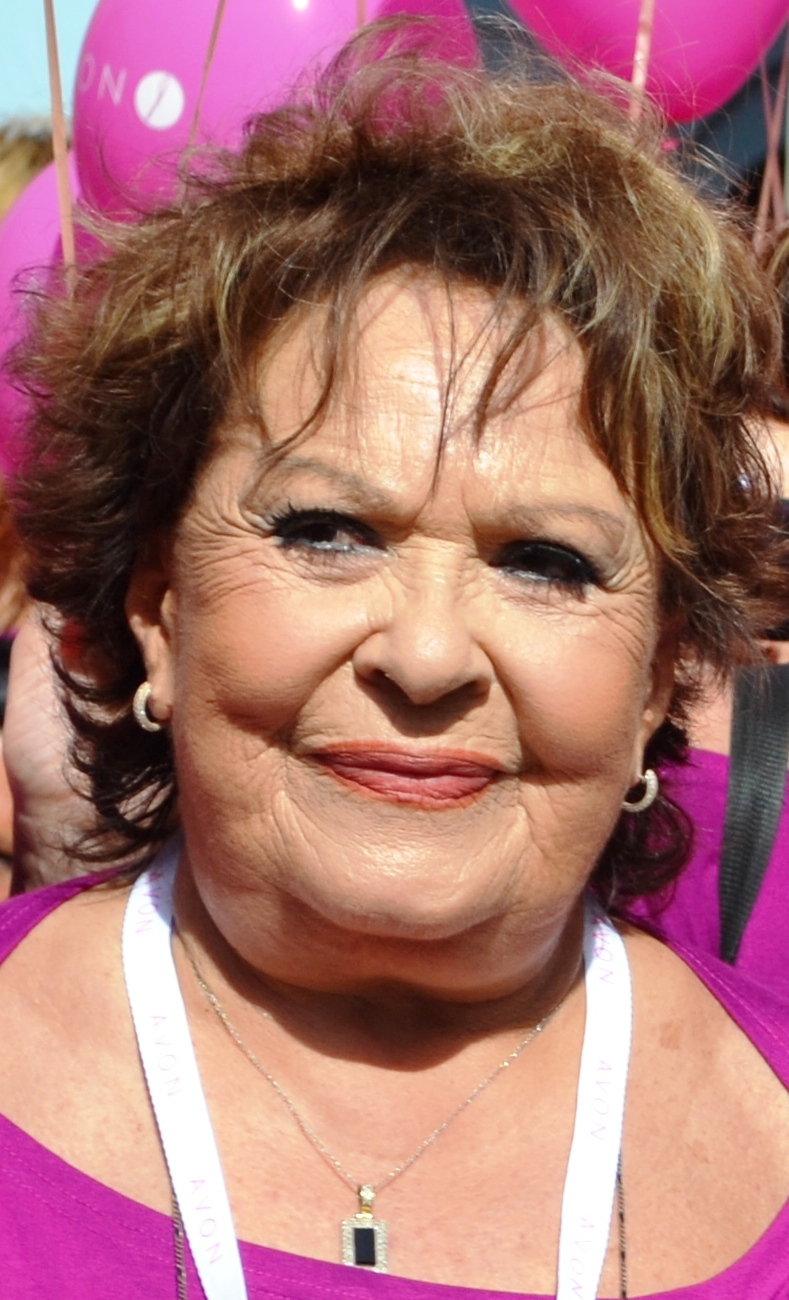
Jiřina Bohdalová (* 1931)

- 1655 – Maxmiliána Zásmucká ze Zásmuk, česká šlechtična, premonstrátka a vizionářka († 17. června 1718)
- 1770 – Johann David Starck, šlechtic a podnikatel († 10. listopadu 1841)
- 1810 – Leopold Wackarž, vyšebrodský opat a generál cisterciáků († 13. prosince 1901)
- 1842 – Jan Pánek, kanovník olomoucké kapituly, děkan teologické fakulty († 10. ledna 1899)
- 1846 – Josef Štolba, právník, pedagog a spisovatel († 12. května 1930)
- 1867 – Jurko Lažo, československý politik rusínské národnosti († 28. května 1929)
- 1875 – Robert Stöhr, československý politik německé národnosti († 27. listopadu 1955)
- 1877 – Anton Roscher, československý politik († ?)
- 1879 – Alice Masaryková, dcera Tomáše Garrigua Masaryka († 29. listopadu 1966)
- 1884 – František Nábělek, botanik († 10. června 1965)
- 1907 – Antonín Novák, československý fotbalový reprezentant († 8. října 1982)
- 1912 – Marie Hlouňová, houslistka a hudební pedagožka († 4. prosince 2006)
- 1913 – Josef Zvěřina, katolický teolog († 18. srpna 1990)

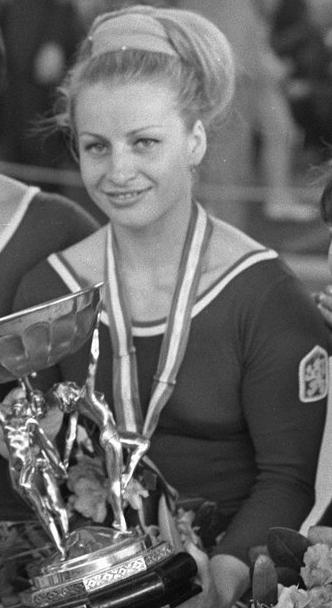
Věra Čáslavská (* 1942)

- Věra Čáslavská (* 1942)1915 – Jan Zemek, voják a příslušník výsadku Silver B († 6. července 1994)
- 1922 – Jiří Pleskot, český herec († 1. prosince 1997)
- 1925
  - Vladimír Kašík, historik († 23. června 2015)
  - Rostislav Kubišta, voják a lesník († 9. prosince 2014)
- 1931 – Jiřina Bohdalová, herečka
- 1935 – Vladimír Branislav, scenárista, dramaturg, reportér a režisér († 30. září 2015)
- 1939 – Jiří Niederle, fyzik († 22. srpna 2010)
- 1942 – Věra Čáslavská, sportovní gymnastka, sedminásobná olympijská vítězka, trenérka a sportovní funkcionářka († 30. srpna 2016)
- 1943 – Petr Voženílek, herpetolog a terarista († 24. února 2003)
- 1943 – František Maxera, keramik, disident, exulant v Rakousku  († 3. května 2025)
- 1944 – Ivan Makásek, přírodovědec, novinář, spisovatel, woodcrafter a skaut
- 1946 – Michal Vitanovský, medailér a sochař
- 1950 – Bohuslav Klíma mladší, archeolog a vysokoškolský pedagog
- 1954 – Jiří Smrž, folkový písničkář a básník
- 1967 – Hana Kotková, houslistka
- 1980 – Zuzana Ondrášková, tenistka
- 1985 – Klára Vytisková, zpěvačka a moderátorka

### Svět

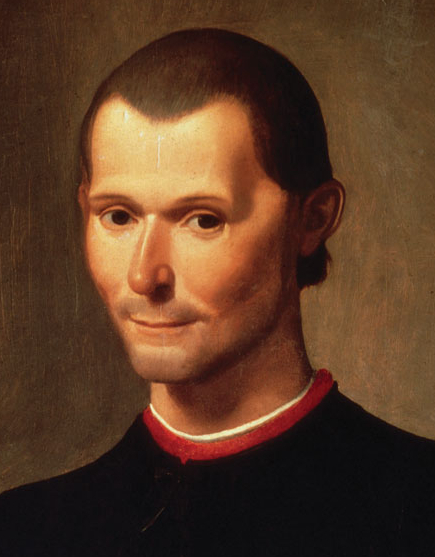
Niccolo Machiavelli (* 1469)

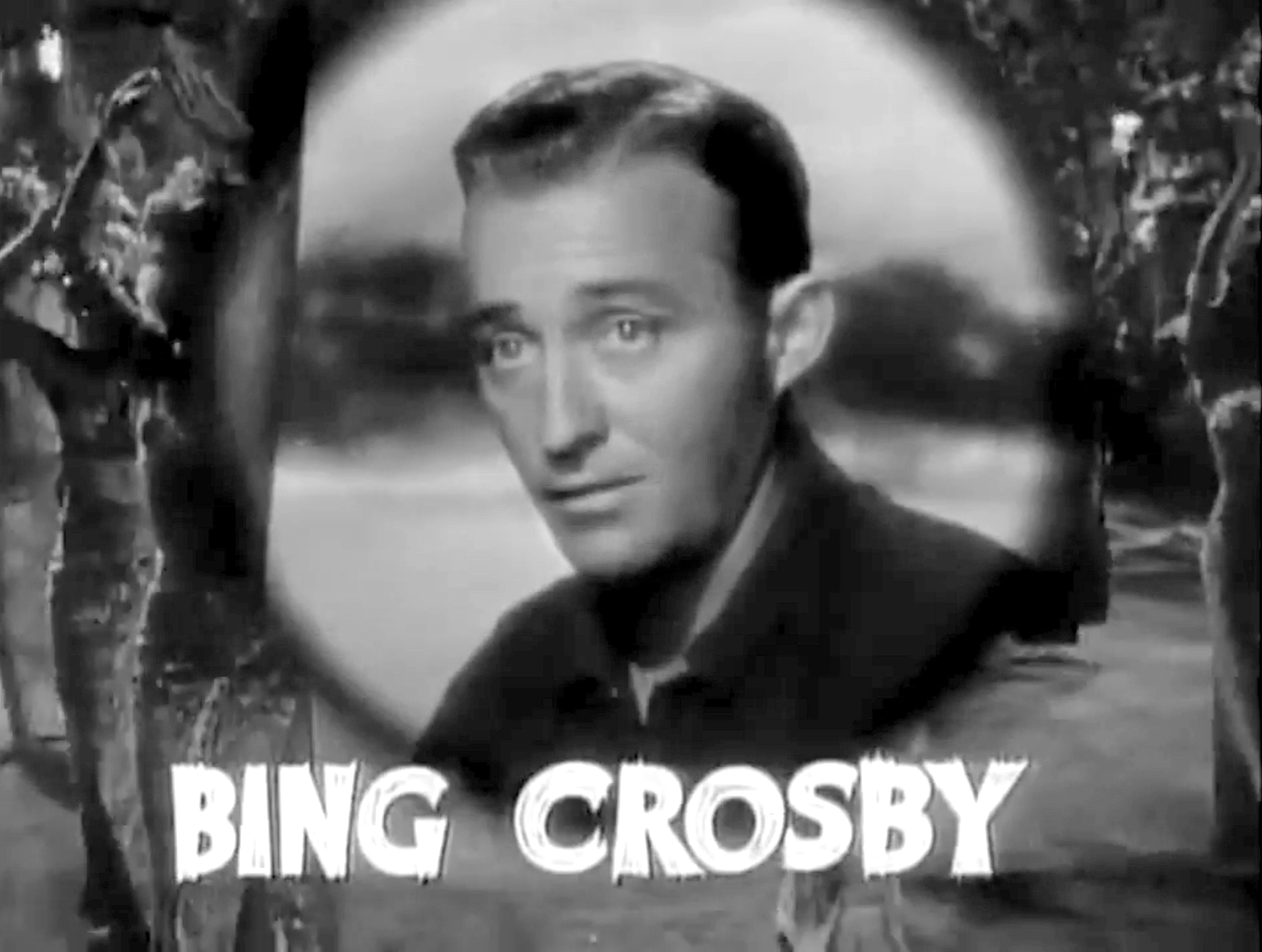
Bing Crosby (* 1903)

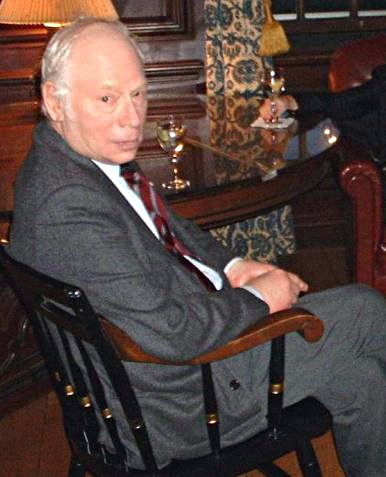
Steven Weinberg (* 1933)

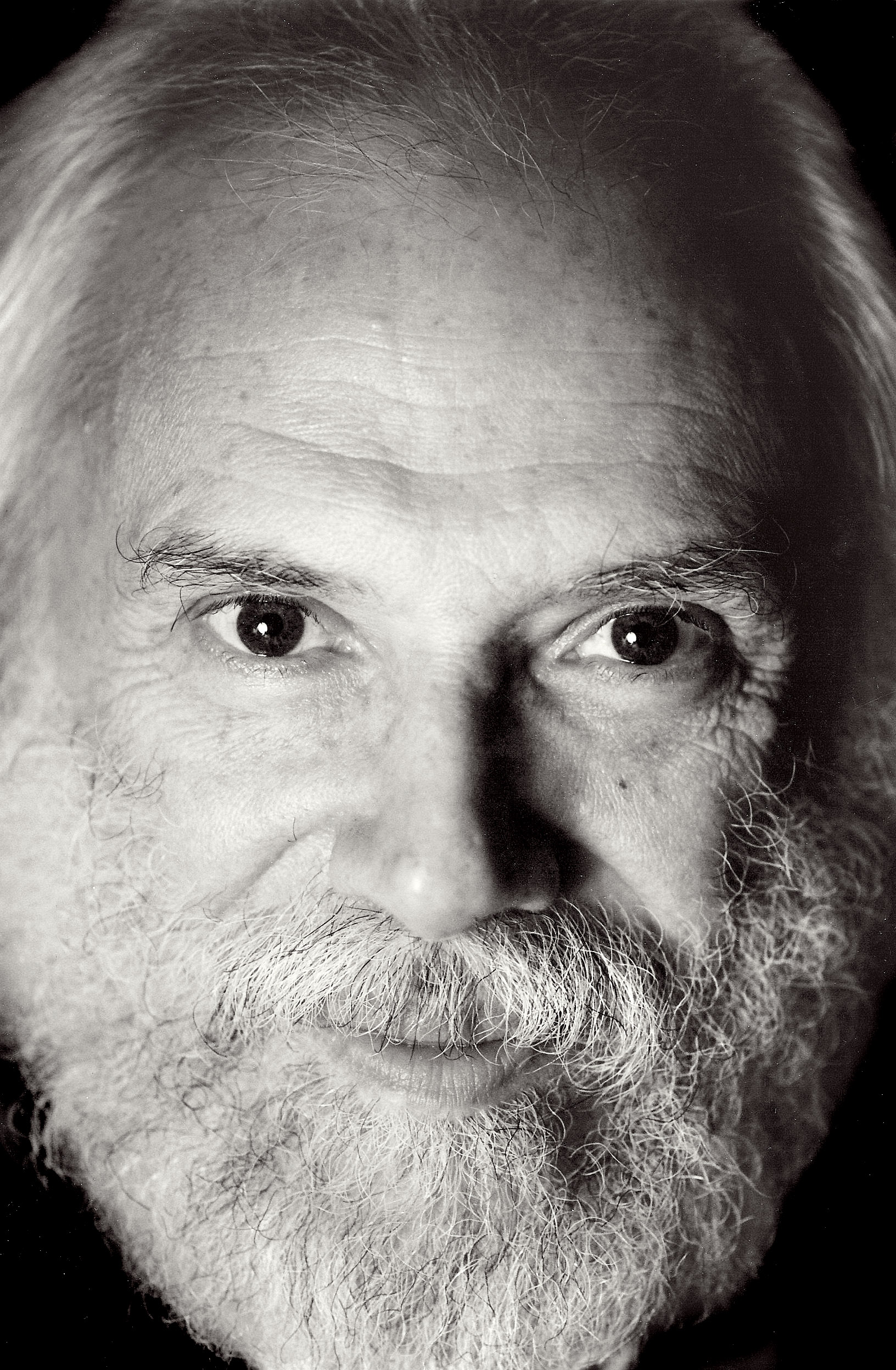
Georges Moustaki (* 1934)

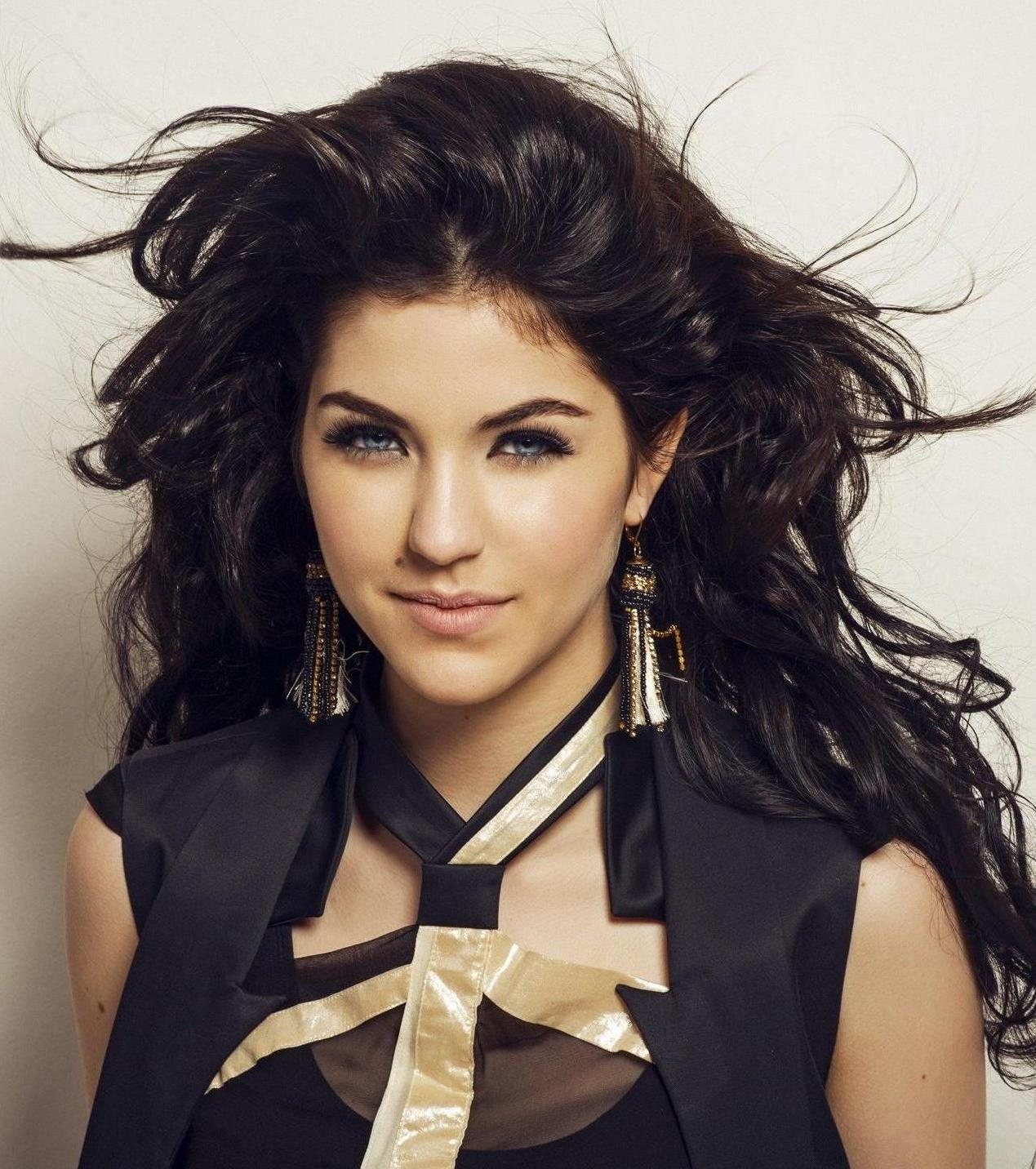
Celeste Buckingham (* 1995)

- 0612 – Konstantin III., byzantský císař († 641)
- 1217 – Jindřich I. Kyperský, kyperský král († 18. ledna 1253)
- 1276 – Ludvík z Évreux, třetí syn francouzského krále Filipa III. Smělého a jeho druhé manželky Marie Brabantské († 19. května 1319)
- 1314 – Sergej Radoněžský, ruský středověký duchovní vůdce († 25. září 1392)
- 1415 – Cecílie Nevillová, anglická vévodkyně, matka králů Eduarda IV. a Richarda III († 1495)
- 1455 – Jan II. Portugalský, portugalský král († 25. října 1495)
- 1461 – Raffaele Riario, italský kardinál († 9. července 1521)
- 1469 – Niccolò Machiavelli, italský diplomat a stratég († 1527)
- 1479 – Jindřich V. Meklenburský, meklenburský vévoda († 6. února 1552)
- 1606 – Lorenzo Lippi, italský barokní malíř a básník († 15. dubna 1665)
- 1635 – Evžen Mořic Savojský, francouzský šlechtic a generál († 7. června 1673)
- 1654 – Jacques Abbadie, francouzský protestantský teolog a spisovat († 25. září 1727)
- 1662 – Matthäus Daniel Pöppelmann, německý architekt († 1737)
- 1670 – Giovanni Baratta, italský barokní sochař († 21. května 1747)
- 1678 – Amaro Pargo, španělský pirát († 14. října 1747)
- 1748 – Emmanuel Joseph Sieyès, francouzský duchovní, spisovatel, ústavní expert a politik francouzské revoluce († 1836)
- 1761 – August von Kotzebue, německý spisovatel, dramatik a básník († 23. března 1819)
- 1784 – Henri François Berton, francouzský hudební skladatel († 19. července 1832)
- 1812 – William Samuel Henson, letecký inženýr a vynálezce († 1888)
- 1821 – Artur Maximilian von Bylandt-Rheidt, ministr války Rakouska-Uherska († 21. února 1891)
- 1822 – István Bittó, uherský politik a předseda vlády († 7. březen 1903)
- 1826 – Karel XV., švédský a norský král († 18. září 1872)
- 1849
  - Jacob Augustus Riis, americký fotograf, sociolog, novinář a spisovatel († 26. května 1914)
  - Bernhard von Bülow, německý diplomat a státník († 28. října 1929)
  - Bertha Benzová, manželka Karla Benze, průkopnice automobilismu († 5. května 1944)
- 1860
  - Frederik van Eeden, nizozemský lékař, spisovatel a sociální reformátor († 16. června 1932)
  - Vito Volterra, italský matematik a fyzik († 11. října 1940)
- 1866 – Andrzej Hławiczka, polský folklorista a hudebník († 13. července 1914)
- 1869 – Jan Romer, polský generál († 5. března 1934)
- 1870 – Alexandre Benois, ruský scénograf, kostýmní návrhář, malíř a baletní libretista († 9. února 1960)
- 1872 – Pavel Lebeděv, ruský a sovětský generál († 2. července 1933)
- 1877
  - Karl Abraham, německý lékař a psychoanalytik († 25. prosince 1925)
  - Franz Nopcsa, maďarský paleontolog († 25. dubna 1933)
- 1882 – Arnold Winkler, rakouský historik († 4. října 1969)
- 1885 – Franz Wimmer, slovenský architekt († ? 1953)
- 1886 – Marcel Dupré, francouzský varhaník, klavírista, skladatel a pedagog († 30. května 1971)
- 1892
  - Stanisław Sosabowski, polský generál za druhé světové války († 25. září 1967)
  - George Paget Thomson, britský fyzik, nositel Nobelovy ceny 1937 († 10. září 1975)
- 1895
  - Gabriel Chevallier, francouzský spisovatel († 6. listopadu 1969)
  - Todos Osmačka, ukrajinský spisovatel († 7. září 1962)
- 1898 – Golda Meirová, izraelská politička († 8. prosince 1978)
- 1902 – Alfred Kastler, francouzský fyzik, nositel Nobelovy ceny za fyziku († 7. ledna 1984)
- 1903 – Bing Crosby, americký zpěvák a herec († 14. října 1977)
- 1904 – Bill Brandt, britský novinářský fotograf († 20. prosince 1983)
- 1906 – Mary Astor, americká herečka († 25. září 1987)
- 1909 – Zora Jesenská, slovenská spisovatelka († 21. prosince 1972)
- 1913 – Heinz Kohut, americký psycholog († 8. října 1981)
- 1916
  - Arje Dvorecki, izraelský matematik († 8. května 2008)
  - Pierre Emmanuel, francouzský básník († 24. září 1984)
- 1917
  - William Mulloy, americký antropolog († 25. března 1978)
  - Kiro Gligorov, prezident nezávislé republiky Makedonie († 1. ledna 2012)
- 1919 – Pete Seeger, americký folkový zpěvák a politický aktivista († 27. ledna 2014)
- 1920 – John Lewis, americký jazzový klavírista († 29. března 2001)
- 1924
  - Jehuda Amichai, německo-izraelský básník († 22. září 2000)
  - Isadore Singer, americký matematik († 11. února 2021)
- 1926
  - Jimmy Cleveland, americký pozounista († 23. srpna 2008)
  - Jymie Merritt, americký kontrabasista
- 1928
  - Jacques-Louis Lions, francouzský matematik († 17. května 2001)
  - Julien Guiomar, francouzský herec († 22. listopadu 2010)
- 1930 – Juan Gelman, argentinský básník, novinář († 14. ledna 2014)
- 1931
  - Aldo Rossi, italský architekt († 4. září 1997)
  - Hirokazu Kanazawa, japonský instruktor šótókan karate († 8. prosince 2019)
  - Vasilij Ruděnkov, sovětský olympijský vítěz v hodu kladivem († 2. listopadu 1982)
- 1932 – Luce Irigarayová, belgická feministka, filozofka a psychoanalytička
- 1933
  - James Brown, americký zpěvák († 25. prosince 2006)
  - Steven Weinberg, americký fyzik
- 1934 – Georges Moustaki, francouzský zpěvák a skladatel († 23. května 2013)
- 1940 – Július Kubík, slovenský novinář a politik († 6. května 2013)
- 1941
  - Nona Gaprindašviliová, gruzínská šachistka
  - Kornel Morawiecki, polský fyzik, vysokoškolský učitel, disident a politik († 30. září 2019)
- 1946 – André-Marcel Adamek, belgický spisovatel píšící francouzsky († 31. srpna 2011)
- 1949
  - Albert Sacco, americký vědec a kosmonaut
  - Leopoldo Luque, argentinský fotbalista († 15. února 2021)
- 1951 – Jan Krzysztof Bielecki, premiér Polska
- 1952 – Allan Wells, britský sprinter a olympijský vítěz v běhu na 100 metrů
- 1953 – Valerij Korzun, ruský kosmonaut
- 1958 – Graham Peter Taylor, britský spisovatel
- 1964 – Sterling Campbell, americký bubeník
- 1970 – Bobby Cannavale, americký herec
- 1975 – Christina Hendricks, americká herečka
- 1976 – Eduard Heger, slovenský politik
- 1977
  - Marjam Mírzácháníová, íránská profesorka matematiky, první žena oceněna Fieldsovou medailí († 15. července 2017)
  - Eric Church, americký country zpěvák a písničkář
- 1980 – Taťána Rjabkinová, ruská reprezentantka v orientačním běhu
- 1981 – Stéphanie Foretzová, francouzská tenistka
- 1983 – Loral O'Harová, americká inženýrka a astronautka
- 1988 – Michael Kiwanuka, britský soulový muzikant
- 1992 – Will Skelton, australský ragbista
- 1995 – Celeste Buckingham, zpěvačka

## Úmrtí

### Česko
- 1370 – Mistr Klaret (Bartoloměj z Chlumce), spisovatel a učenec (* asi 1320)
- 1561 – Nikolaus Herman, německý kantor a hudební skladatel žijící v Čechách (* 1480 nebo 1500)
- 1704 – Heinrich Biber, česko-rakouský hudební skladatel (* 12. srpna 1644)
- 1861 – Antonín Filip Heinrich, hudební skladatel (* 11. března 1781)
- 1871 – Gregor Wolný, benediktin, historik a spisovatel (* 20. prosince 1793)
- 1883 – Jan Miloslav Haněl, lékař a národní buditel (* 23. prosince 1808)
- 1886 – Josef Zelený, malíř (* 24. března 1824)
- 1901 – Karel Němec, zahradnický odborník (* 18. října 1839)
- 1921 – Josef Hyrš, politik (* 31. srpna 1849)
- 1922 – Eugen Kadeřávek, kněz, premonstrát, teolog a tomistický filozof (* 26. července 1840)
- 1929 – Josef Kafka, spisovatel, paleontolog, zoolog, zakladatel české akvaristiky (* 25. října 1858)
- 1931 – Vojtěch Šíp, sochař (* 10. června 1885)
- 1933 – Arnošt Heinrich, československý novinář a politik (* 26. prosince 1880)
- 1936 – František Cajthaml, spisovatel a dělnický aktivista (* 30. března 1868)
- 1937 – Eduard Held, starosta města Zákupy (* 1863)
- 1938 – Josef Mayer, československý politik německé národnosti (* 9. dubna 1877)
- 1942 – Bohuslav Kouba, příslušník výsadku Bioscop (* 7. července 1911)
- 1948 – Antonín Moudrý, architekt (* 7. května 1892)
- 1949
  - Jan Pěnkava, československý politik (* 22. června 1880)
  - Josef Haken, československý politik (* 20. května 1880)
- 1953 – Oldřich Blažíček, akademický malíř, představitel moderní krajinomalby (* 5. ledna 1887)
- 1955 – Saša Rašilov starší, herec (* 6. září 1891)
- 1957 – Marie Ondříčková, houslistka, klavíristka a učitelka hudby (* 1. prosince 1870)
- 1965 – Otakar Pertold, indolog, historik náboženství a etnolog (* 21. března 1884)
- 1974 – Ludmila Macešková, spisovatelka (* 22. března 1898)
- 1982 – Miloslav Volf, historik a archivář (* 15. února 1902)
- 1984 – Vilém Wünsche, malíř (* 1. prosince 1900)
- 1989 – Zdeněk Frolík, matematik (* 10. března 1933)
- 1990 – Věra Řepková, klavíristka (* 21. července 1910)
- 1993
  - Jiří Pavlík, malíř, ilustrátor a grafik (* 1. března 1939)
  - Hermína Týrlová, scenáristka, režisérka a animátorka (* 11. prosince 1900)
- 1997 – Pavel Novák, disident a politik (* 26. února 1943)
- 1999 – Josef Zeman, československý fotbalový reprezentant (* 23. ledna 1915)
- 2001 – Karel Kalaš, operní pěvec (* 9. října 1910)
- 2003 – Petr Lom, lékař, politik a diplomat (* 15. července 1935)
- 2007 – Karel Bubeníček, architekt (* 30. června 1923)
- 2008
  - Jan Souček, malíř, grafik a ilustrátor (* 5. května 1941)
  - František Sahula, kytarista a zpěvák skupiny Tři sestry (* 8. dubna 1963)
- 2012 – Ivan Jilemnický, sochař (* 23. května 1944)
- 2014 – Bořivoj Srba, divadelní historik, teoretik a kritik, dramaturg a pedagog (* 19. listopadu 1931)
- 2022 – Meda Mládková, historička umění, sběratelka a mecenáška (* 8. září 1919)
- 2023 – Josef Jařab, anglista, literární historik a politik (* 26. července 1937)

### Svět

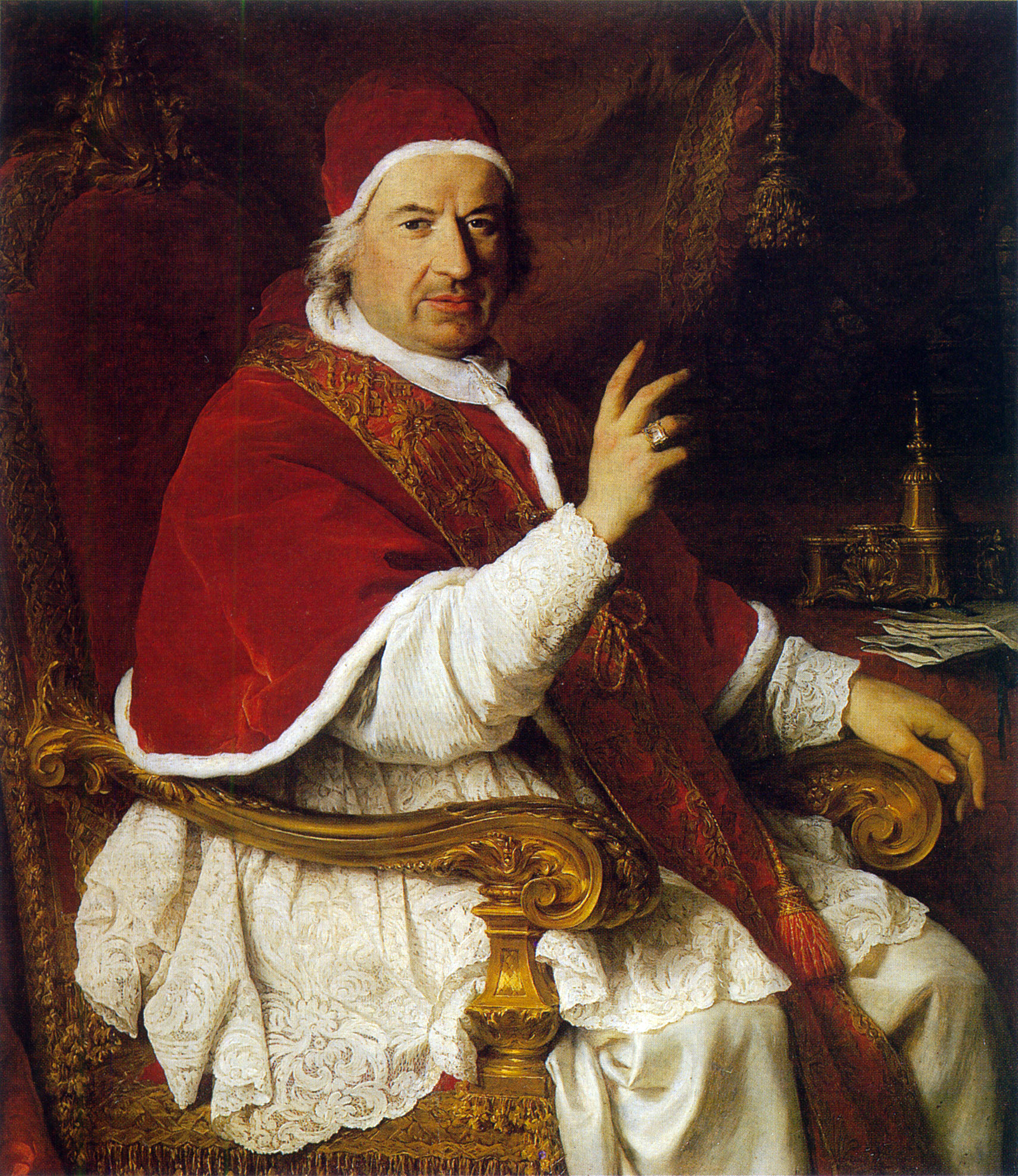
Benedikt XIV. († 1758)

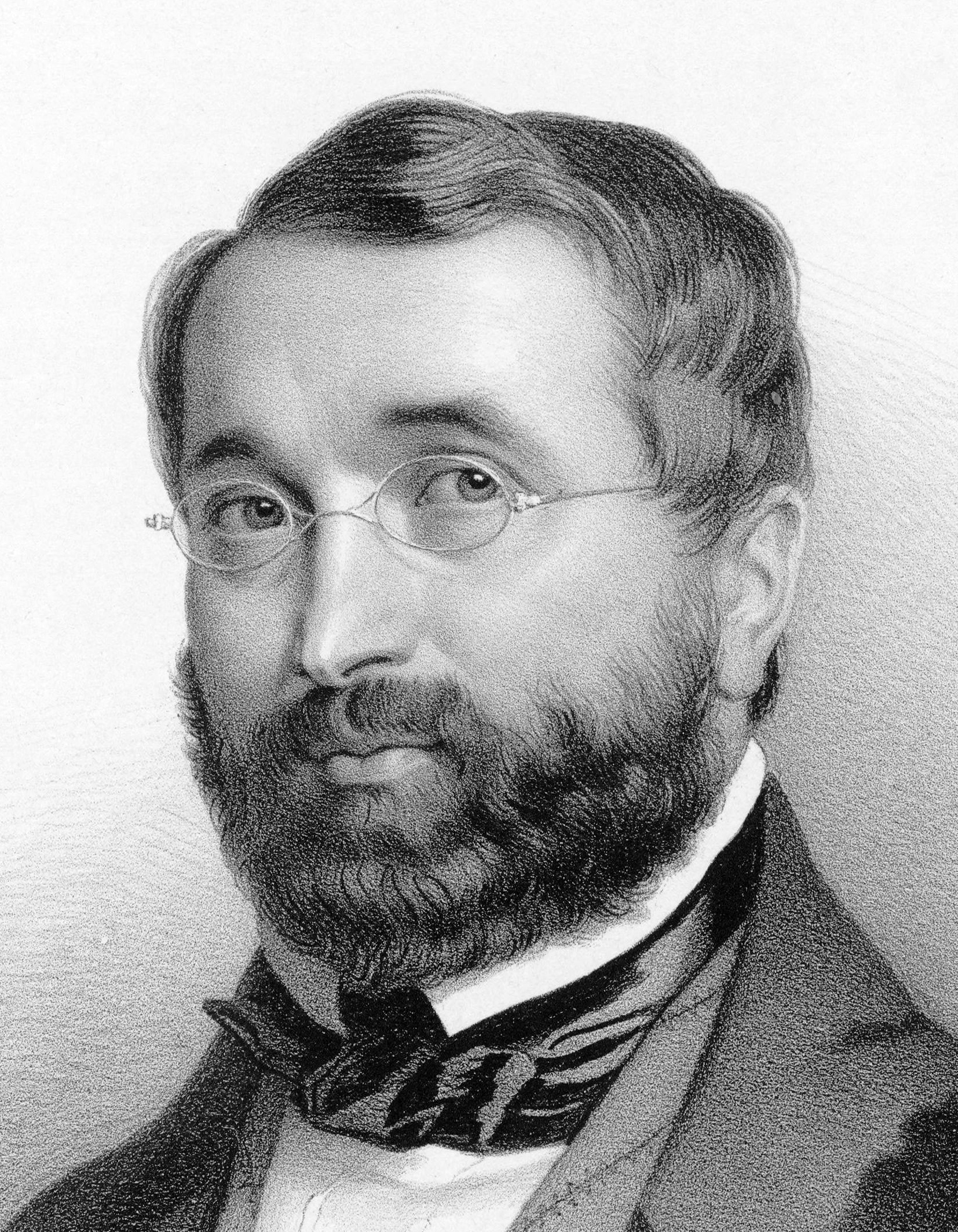
Adolphe Adam († 1856)

- 1074 – Teodosius Pečerský, ruský pravoslavný světec (* 1008)
- 1152 – Matylda z Boulogne, hraběnka z Boulogne a anglická královna jako manželka Štěpána III. z Blois (* 1105)
- 1160 – Petr Lombardský, italský teolog (* okolo 1100)
- 1270 – Béla IV., uherský král z dynastie Arpádovců (* 1206)
- 1295 – Robert VI. de Brus, skotský regent (* 1220)
- 1481 – Mehmed II., osmanský sultán (* 1432)
- 1514 – Anna Braniborská, manželka pozdějšího norského a dánského krále Frederika I. (* 27. srpna 1487)
- 1528 – Clarise Medicejská, italská šlechtična (* 1493)
- 1758 – Benedikt XIV., 247. papež (* 31. března 1675)
- 1793 – Martin Gerbert, německý teolog, historik a muzikolog (* 11. srpna 1720)
- 1834 – Alexej Andrejevič Arakčejev, ruský generál (* 4. října 1769)
- 1845 – Thomas Hood, anglický básník a humorista (* 23. května 1799)
- 1848 – Hans Ernst Karl von Zieten, pruský polní maršál (* 5. března 1770)
- 1856 – Adolphe Adam, francouzský hudební skladatel (* 24. července 1803)
- 1881 – Josip Jurčič, slovinský spisovatel (* 4. března 1844)
- 1885 – Alexandr Karađorđević, srbský kníže (* 11. října 1806)
- 1916 – Patrick Pearse, irský politik, spisovatel a revolucionář (* 10. listopadu 1879)
- 1925 – Clément Ader, francouzský inženýr a vynálezce (* 2. dubna 1841)
- 1926 – Knut Wicksell, švédský neoklasický ekonom (* 20. prosince 1851)
- 1932 – Charles Fort, americký záhadolog (* 6. srpna 1874)
- 1947 – Walter Jacobi, německý válečný zločinec, vedoucí úřadovny SD v Praze (* 2. července 1909)
- 1955 – Rudolf Schlichter, německý výtvarník (* 6. prosince 1890)
- 1964 – Ludwig Eichholz, sudetoněmecký politik (* 16. února 1903)
- 1961 – Maurice Merleau-Ponty, francouzský fenomenologický filozof (* 14. března 1908)
- 1972 – Leslie Harvey, skotský kytarista (* 13. září 1944)
- 1978 – Pinchas Rosen, izraelský ministr spravedlnosti (* 1. května 1887)
- 1982
  - Henri Tajfel, britský sociální psycholog (* 22. června 1919)
  - Sepp Bradl, rakouský skokan na lyžích (* 8. ledna 1918)
- 1987 – Dalida, francouzská zpěvačka a herečka (* 17. ledna 1933)
- 1988 – Carl Erhardt, britský lední hokejista (* 15. února 1897)
- 1991 – Jerzy Kosiński, anglicky píšící spisovatel polského původu (* 14. června 1933)
- 1994 – Dimitris Papadimos, řecký fotograf (* 1. května 1918)
- 1997 – Narciso Yepes, španělský klasický kytarista (* 14. listopadu 1927)
- 2001 – Billy Higgins, americký jazzový bubeník (* 11. října 1936)
- 2003 – Jozef Feranec, slovenský katolický biskup (* 14. března 1910)
- 2005 – Pierre Moerlen, francouzský bubeník a perkusionista (* 23. října 1952)
- 2006 – Karel Appel, nizozemský malíř, sochař a básník (* 25. dubna 1921)
- 2007
  - Abdul Sabúr Faríd Kúhestání, afghánský premiér v roce 1992 (* 1952)
  - Wally Schirra, americký kosmonaut (* 12. března 1923)
- 2008 – Leopoldo Calvo-Sotelo, španělský politik (* 14. dubna 1926)
- 2010 – Florencio Campomanes, filipínský šachový funkcionář (* 22. února 1927)
- 2012
  - Lloyd Brevett, jamajský kontrabasista (* 1. srpna 1931)
  - Felix Werder, v Německu narozený australský hudební skladatel (* 24. února 1922)
  - Edith Bliss, australská zpěvačka a televizní moderátorka (* 28. září 1959)
- 2013 – Otis R. Bowen, americký politik (* 26. února 1918)
- 2014
  - Bobby Gregg, americký bubeník a hudební producent (* 30. dubna 1936)
  - Gary Stanley Becker, americký ekonom, Nobelova cena 1992 (* 2. prosince 1930)
- 2016 – Karol Machata, slovenský herec (* 13. ledna 1928)
- 2019 – Goró Šimura, japonský matematik a profesor (* 23. února 1930)
- 2023 – Nikica Valentić, chorvatský politik (* 24. listopadu 1950)

## Svátky

### Česko
- Alexej
- Horác
- Maura
- Žakelina, Žakelína

### Svět
- Světový den svobody tisku
- Světový den alergie a astmatu (je-li úterý)
- Den Slunce
- Slovensko: Galina
- Polsko: Den Ústavy
- Skotsko: Den Ústavy
- Japonsko: Den Ústavy
- Anglie: May Bank Holiday
- Lesotho: Královy narozeniny
- Zambie: Svátek práce (je-li pondělí)

Katolický kalendář
- Svatý Alexandr I., 6. papež katolické církve
- Sv. Filip
- Sv. Jakub mladší

## Pranostiky

### Česko
- Svatý kříž, ovčí střiž.

| 3. květen v pražském KlementinuÚdaje jsou platné k 19. 8. 2025. | 3. květen v pražském KlementinuÚdaje jsou platné k 19. 8. 2025. | 3. květen v pražském KlementinuÚdaje jsou platné k 19. 8. 2025. |
| minimum                                                         | denní průměr                                                    | maximum                                                         |
| --------------------------------------------------------------- | --------------------------------------------------------------- | --------------------------------------------------------------- |
| −0,4 °C (1850)                                                  | 12,5 °C (od 1961)                                               | 28,3 °C (2001)                                                  |